# Walt Disney Pictures
Walt Disney Pictures («Уо́лт Ди́сней Пи́кчерз») — американская киностудия развлекательного медиаконгломерата The Walt Disney Company со штаб-квартирой в Бербанк, штат Калифорния. Walt Disney Pictures является дочерней компанией Walt Disney Studios.

## История
Киностудия Walt Disney Pictures была основана как подразделение Дисней 16 октября 1923 года, и до этого момента фильмы Дисней выходили под лейблом материнской компании, тогда называвшейся Walt Disney Productions.
Сотрудничество с каналами:
- 2001 — Pixar
- 2010 — MINI TV
- 2011 — Oir TV
- 2013 — CNN
- 2014 — A21TV Armenian Cultural tv
- 2015 — VEVO TV
- 2016 — Hello TV

Логотип компании представляет собой силуэт замка Золушки в Диснейленде. Наиболее известной версии логотипа, существовавшей с 1985 года, в 2006 году пришёл на смену новый объёмный логотип, созданный новозеландской студией компьютерной графики Weta Digital, впервые демонстрировавшийся в 2006 году в фильме «Пираты Карибского моря: Сундук мертвеца».
На протяжении всего XX века компания Дисней была лидером мультипликации и пробивала себе путь почти во всех аспектах мультипликационных техник.
Дисней исторически делает продукцию с рейтингами G и PG, но фильмы «Принц Персии: Пески времени», «Джон Картер», «Одинокий рейнджер», «Сказания Земноморья» «И грянул шторм», «Спасти мистера Бэнкса», «Гамильтон», «Мулан», «Круэлла», «Круиз по джунглям», «The Beatles: Get Back», а также серия фильмов «Пираты Карибского моря» получили рейтинг PG-13.